# Mythunga
Mythunga é um gênero de pterossauro ananguerídeo do fim do Cretáceo Inferior da Austrália.

## Descoberta e nomeação
Mythunga é conhecido de um crânio parcial, holótipo QM F18896 achado em abril de 1991 por Philip Gilmore.
A espécie-tipo Mythunga camara foi nomeada e descrita por Ralph Molnar e RA Thulborn em 2007/2008.

## Descrição
A envergadura de Mythunga foi estimada em 2007 em 4.7 metros.